# رمانتیک سیاره‌ای
رمانتیک سیاره‌ای (انگلیسی: Planetary romance) (یا شمشیر و سیاره) زیرشاخه‌ای از داستان‌های علمی تخیلی است که بخش عمده‌ای از اکشن آن، شامل ماجراجویی در یک یا چند سیاره بیگانه عجیب و غریب اتفاق می‌افتد که با زمینه‌های فیزیکی و فرهنگی خود مشخص می‌شود. برخی از داستان‌های رمانتیک سیاره‌ای در پس‌زمینه فرهنگ آینده اتفاق می‌افتند، که در آن سفر بین دنیاها با سفینه فضایی امری عادی است. در اولین نمونه‌های این ژانر از قالیچه پرنده، فرافکنی اثیری یا سایر روش‌های حرکت بین سیارات استفاده می‌کنند. در هر صورت، این ماجراهای سیاره است که محور داستان است، نه حالت سفر.

## پیوندبه‌بیرون
- Planetary romance on The Encyclopedia of Science Fiction